# Црква Светог великомученика Георгија у Белом Потоку
Црква Светог великомученика Георгија  у Белом Потоку код Лесковца је храм Српске православне цркве који припада Епархији нишкој. Црква је 2015. године саграђена уз помоћ средстава Слободана Стојановића из Белог Потока. Градња је трајала две године, а црква је освећена 6. маја 2014. године.
Благословом Епископа нишког Јована ова црква постала је седиште Белопоточке парохије у мају 2015. године. Велико освећење обавио је Епископ рашко-призренски Теодосије, администратор Епархије нишке октобра 2016. године. Овом приликом одликовао је ктитора Младена Стојановића Орденом краља Милутина за његово богоугодно дело.